# Vincent Novello
Vincent Novello (6 de septiembre de 1781 - 9 de agosto de 1861) fue un músico y editor de música inglés nacido en Londres. Fue corista y organista, pero es mejor conocido por introducir en Inglaterra muchas obras que ahora se consideran estándares, y junto con su hijo creó una importante casa editorial de música.

## Vida
Vincent era hijo de Giuseppe Novello, un confitero italiano que se trasladó a Londres en 1771. Cuando era niño, Vincent fue corista en la Capilla de la Embajada Sarda en Duke Street, Lincoln's Inn Fields, donde aprendió órgano de Samuel Webbe; y desde 1796 hasta 1822 fue sucesivamente organista de las capillas sardas, españolas (en Manchester Square) y portuguesas (en South Street, Grosvenor Square), y desde 1840 hasta 1843 de St Mary Moorfields. Enseñó música de forma privada durante toda su carrera. Uno de sus alumnos más destacados fue el musicólogo y crítico musical Edward Holmes. Fue miembro fundador de la Sociedad Filarmónica, de los Harmonistas Clásicos y de los Harmonistas Corales, oficiando frecuentemente como director. En 1849 se trasladó a vivir a Niza, donde falleció.

## Legado
Muchas de sus composiciones fueron música sacra, gran parte de la cual fue muy popular. Sin embargo, su gran contribución, junto con Christian Ignatius Latrobe, radicaba en la introducción en Inglaterra de composiciones desconocidas de los grandes maestros, como las misas escritas por Haydn y las de Mozart, las obras de Palestrina, los tesoros del Museo Fitzwilliam y numerosas composiciones grandes, ahora bien conocidas. Su primera obra, una colección de Música Sacra, como se interpretaba en la Capilla Real Portuguesa, que apareció en 1811, tiene el interés adicional de datar la fundación de la editorial Novello & Co que lleva su nombre, ya que emitió la colección desde su propia casa; y lo mismo hizo con las obras siguientes, hasta que su hijo Joseph Alfred Novello (1810-1896), quien había comenzado como cantante de bajo, se hizo cargo del negocio en 1829 hasta 1833 a la temprana edad de diecinueve años.
Fue Alfred quien realmente creó el negocio, y se le atribuye la introducción de música barata y la salida del método de publicación por suscripción. Desde 1841, Henry Littleton lo asistió, convirtiéndose en socio en 1861, cuando la firma pasó a llamarse Novello & Co., y, con el retiro de J.A. Novello en 1866, único propietario. Después de haber incorporado la firma de Ewer & Co. en 1867, el título se cambió a Novello, Ewer & Co., y más tarde de nuevo a Novello & Co., y, con la muerte de Henry Littleton en 1888, sus dos hijos continuaron con el negocio.

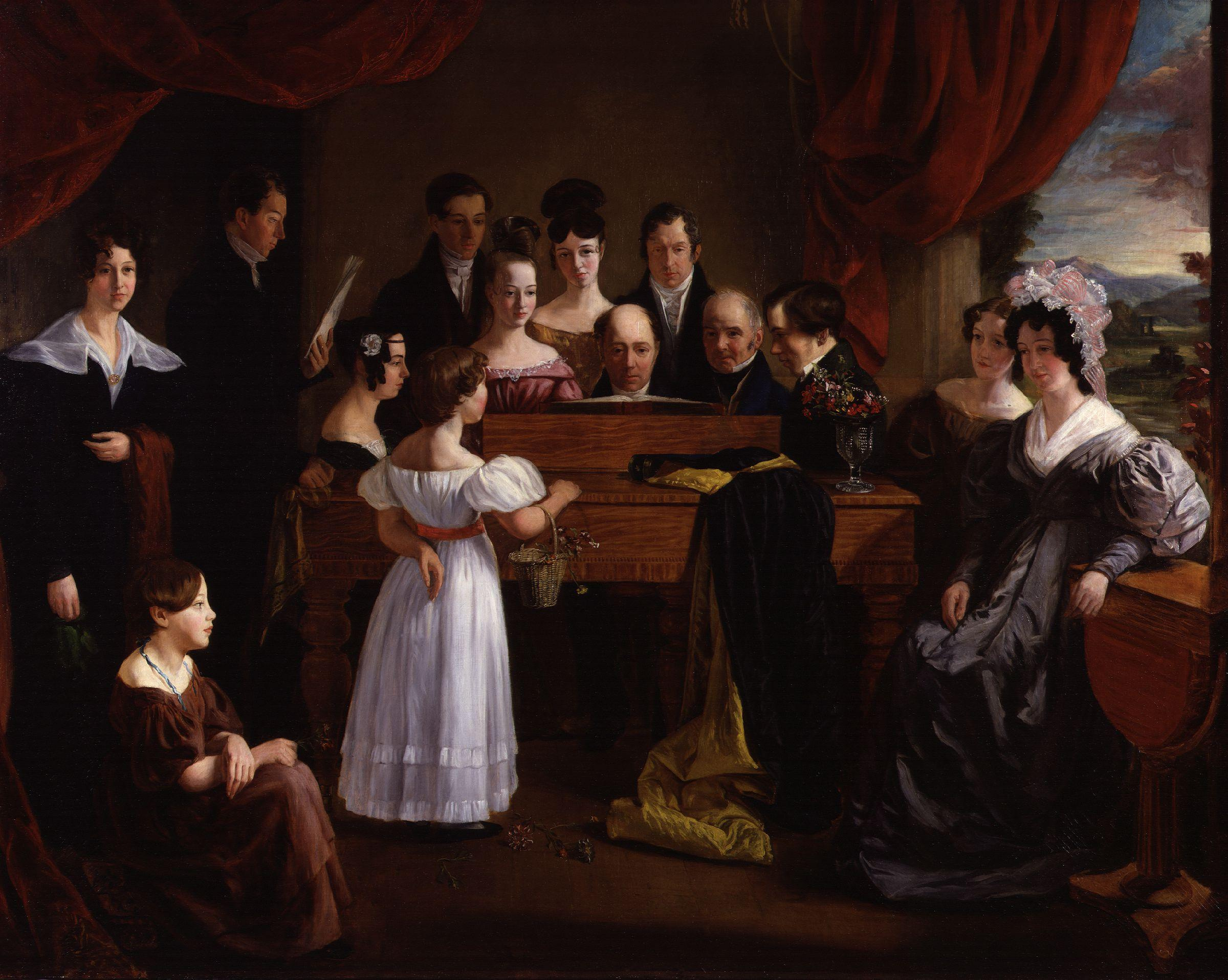
La familia Novello, c. 1830 de Eduardo Petre Novello

## Familia
Novello y su esposa, Mary Sabilla (de soltera Hehl), tuvieron once hijos. Cinco de sus hijas sobrevivieron hasta la edad adulta, cuatro de ellas dotadas cantantes. Entre los hijos estaban:
- Mary Victoria Cowden Clarke (de soltera Novello) (1809–1898), fue una erudita literaria y escritora. Se casó con el autor (y amigo de Keats) Charles Cowden Clarke, editó The Musical Times durante cuatro años y compiló una de las primeras concordancias de Shakespeare.[6]
- Joseph Alfred Novello (1810–1896), cantante y editor de música, fundó The Musical Times en 1844, se retiró en 1866 y vendió su participación en Novello & Co.
- Cecilia Serle (de soltera Novello) (1812-1890), fue actriz y cantante, alumna de la maestra de canto Mrs. Blaine Hunt. Obtuvo éxito temprano en el escenario pero se retiró en 1836 cuando se casó con Thomas James Serle, un dramaturgo, actor, novelista y editor de un periódico semanal de Londres.[8]
- Edward Petre Novello (1813-1836) mostró talento como pintor pero murió joven. Pintó el retrato familiar, La familia Novello alrededor de 1830, y un retrato de Clara Novello en 1833. Ahora están en la Galería Nacional de Retratos.[9]
- Emma Aloysia Novello (1814–c. 1880), pintora.[10]
- Clara Novello (1818–1908), fue una soprano, una de las vocalistas más conocidas en ópera y oratorio, y en el escenario de conciertos, desde 1833 en adelante. En 1843 se casó con el conde Gigliucci, pero después de unos años regresó a su profesión, retirándose en 1860. Charles Lamb escribió un poema (A Clara N.) en su honor.[5]
- Sabilla Novello (1821–1904), cantante, maestra de canto y traductora.